# Хто заплатить за удачу
«Хто заплатить за удачу» (рос. «Кто заплатит за удачу») — радянський художній фільм 1980 року, знятий кіностудією «Мосфільм».

## Сюжет
Дія фільму відбувається в Криму під час Громадянської війни. В одному з міст, контрольованому білогвардійцями, під час невдалого замаху на слідчого контррозвідки Конькова арештована червона підпільниця Антоніна Чумак і над нею готується суд. Про це дізнається картковий шулер Федір Чумак, що знаходиться в місті, який вважає що арештована є його сестрою і він вирішує врятувати її. Також, про арешт Антоніни Чумак дізнаються білокозаки Дмитро Чумак, (який, також як і Федір, вважає, що це його сестра) і червоний матрос Сергій Кусков, який вважає, що арештована є його коханою. Дмитро Чумак та Сергій Кусков також прибувають в місто для порятунку Антоніни. Спочатку всі троє намагаються діяти самостійно, але потім вони об'єднуються і їм вдається врятувати Антоніну. Але, коли вони її рятують, виявляється, що врятована не знайома жодному з трьох. Всі троє рятівників гинуть, а дівчина успішно йде до своїх.

## У ролях
- Віталій Соломін —  Сергій Кусков, революційний матрос
- Василь Бочкарьов —  Дмитро Чумак, білокозак
- Леонід Філатов —  Федір Чумак, картковий шулер
- Наталія Данилова —  Антоніна Чумак, підпільниця
- Олександр Філіппенко —  Коньков, слідчий контррозвідки
- Михайло Чигарьов —  Соколов, поручик контррозвідки
- Афанасій Тришкин —  Ковель, поручик контррозвідки
- Юрій Дубровін —  Хома Парамонов, солдат з контррозвідки
- Олександр Галибін —  соратник Антоніни
- Юрій Катін-Ярцев —  картковий шулер
- Світлана Харитонова —  багатодітна мати
- Ігор Ясулович —  білокозак
- Володимир Заманський —  комісар
- Марія Виноградова —  жінка в суді

## Знімальна група
- Автор сценарію: Павло Чухрай
- Режисер: Костянтин Худяков
- Оператор: Валерій Шувалов
- Художник: Борис Бланк, Володимир Фабриков